# 28625 Selvakumar
28625 Selvakumar este un asteroid din centura principală de asteroizi.

## Descriere
28625 Selvakumar este un asteroid din centura principală de asteroizi. A fost descoperit pe 29 martie 2000 la Socorro, New Mexico, în cadrul proiectului LINEAR. Asteroidul prezintă o orbită caracterizată de o semiaxă mare de 2,34 ua, o excentricitate de 0,06 și o înclinație de 4,0° în raport cu ecliptica.